# Amber: Journeys Beyond
Pour les articles homonymes, voir Amber (homonymie).
Amber: Journeys Beyond est un jeu vidéo de type walking simulator développé et édité par Hue Forest Entertainment, sorti en 1996 sur Windows et Mac.

## Trame
L'intrigue démarre par une cinématique introductive : le joueur reçoit un mail de Joe lui demandant de se rendre chez Roxy, une amie commune. Roxy et Joe ont développé une technologie permettant de traquer les activités paranormales. La jeune femme est partie effectuer des tests dans une ancienne maison isolée dont elle est devenue propriétaire. Joe s'inquiète des éventuels dangers encourus par Roxy et aurait besoin d'un intermédiaire pour vérifier que tout se passe bien pour elle. Le joueur part en voiture. En arrivant de nuit aux abords de la maison, une apparition évoquant une dame blanche surgit et provoque une sortie de route. La voiture termine dans le lac qui jouxte la maison.
Le joueur s'extrait du lac et se rend dans la maison qui n'est pas fermée à clé. Roxy est introuvable. Dans son bureau, le joueur trouve des documents montrant que la jeune femme, Roxanne Westbridge de son vrai nom, est directrice de l'entreprise Bio-Psi Technologies. La société a mis au point un ensemble d'appareils permettant de détecter la présence d'esprits. Le premier est un capteur à fixer sur les poignées de portes pour détecter les voix des esprits. Le second, intitulé BAR (Bulbic Activity Reader), se compose d'un ensemble de caméras capables de détecter les activités paranormales. Ces deux systèmes sont reliés au PeeK, un appareil portable envoyant un signal lorsqu'une activité est détectée. Enfin, l'appareil le plus complexe, dénommé AMBER (Astral Mobility By Electromagnetic Resonance) est un casque permettant d'entrer dans le monde d'un esprit lorsque celui-ci est présent dans une pièce.
Le joueur parvient à faire fonctionner les différents appareils mis au point par la jeune femme, qui confirment une forte activité paranormale dans la maison. Un ouvrage du salon explique que les esprits présents dans les maisons y sont en réalité involontairement bloqués. L'AMBER doit permettre d'aider les esprits à prendre conscience de leur propre mort pour les aider à quitter le monde des vivants. Le joueur se lance dans cette tâche malgré l'inquiétante découverte du corps inanimé de Roxy dans le garage de la maison. Plusieurs esprits sont présents dans la maison : le joueur explore le monde de chacun d'eux à l'aide de l'AMBER.
Une chambre renferme l'esprit d'une femme, Margaret, qui s'y est suicidée en 1943. L'exploration de son univers en noir et blanc permet de comprendre que son mari avait été envoyé en Europe et a trouvé la mort lors de la Seconde Guerre mondiale. Extrêmement attachée à lui, Margaret a mis fin à ses jours en se tirant une balle dans la tête. À la fin de la séquence, l'esprit de Margaret est libéré pour rejoindre son mari.
Un bâtiment du jardin renferme l'esprit d'un jardinier, Brice. L'homme était amoureux de Mandy, la fille du propriétaire, mais celle-ci repoussait vivement ses avances. En explorant cet univers très coloré, le joueur découvre que Brice croyait à l'existence des extra-terrestres et pensait qu'un OVNI viendrait bientôt le chercher. Brice a alors tué Mandy pour mettre son corps dans ses bagages, puis a tué les propriétaires de la maison avant de se suicider par pendaison. À la fin de la séquence, l'esprit de Brice est libéré : celui-ci croit à l'arrivée des extraterrestres, mais son âme est aspirée dans un gouffre apocalyptique.
Enfin, une bâtisse construite au bord du lac renferme l'esprit d'un jeune garçon, Edwin. Celui-ci a trouvé la mort accidentellement en se noyant dans le lac par une journée d'hiver. Dans cet univers enneigé, l'esprit d'Edwin est libéré en parvenant à ramener un ours en peluche et une marionnette de clown jusqu'à un château imaginaire situé au fond du lac.
Une fois ces tâches accomplies, le joueur retourne dans la maison de Roxy et s'électrocute en voulant redémarrer le courant. Un esprit de l'au-delà lui dit que le moment de sa mort n'est toutefois pas encore venu et qu'il doit libérer Roxy. Le joueur retrouve conscience et découvre, dans l'ordinateur de la jeune femme, qu'une personne inconsciente peut être réanimée en lui installant le casque AMBER sur la tête puis en quittant les lieux. Le joueur s'exécute en appliquant le casque sur la tête de Roxy puis en quittant rapidement le garage. Une explosion se produit alors, faisant disparaître le garage dans les flammes. Roxy en sort miraculeusement indemne et remercie le joueur de l'avoir secourue.

## Accueil
- Adventure Gamers : 4,5/5[1]